# Красный террор (Испания)
Красный террор (исп. Terror Rojo) ― название, данное историками различным актам насилия, совершенным в период Гражданской войны в Испании левыми группировками.
Правый военный переворот, произошедший в 1936 году, вызвал ответную реакцию со стороны республиканцев. Ни одна область, которая находилась под их контролем, не смогла избежать насилия со стороны революционеров и антиклерикалов, хотя в Стране Басков оно было минимальным. Во время террора были убиты десятки тысяч людей (в том числе 6832 католических священнослужителя, при этом подавляющее большинство из них погибло летом 1936 года, в начале боевых действий). Совершались нападения на крупных землевладельцев, промышленников, политиков. Монастыри и церкви часто подвергались осквернению и сожжению.
Во времена Второй Испанской республики в стране большими темпами проходил процесс политической поляризации: разногласия между политическими партиями становились со временем всё более ожесточёнными. Большое политическое значение имел и вопрос о религиозной идентичности. Католическая церковь в Испании стояла на стороне правых, которые выступали против социальных реформ.
Провалившийся пронунсиаменто 1936 года спровоцировал жестокие гонения на тех, которых республиканские революционеры считали своими врагами: «где переворот не имел успеха, там в течение нескольких месяцев после него достаточно было быть священником, религиозным или воинствующим христианином или членом какой-либо апостольской или благочестивой организации, чтобы быть казнённым без суда и следствия».
В начале XXI века католическая церковь беатифицировала сотни жертв красного террора. 28 октября 2007 года 498 человек было беатифицировано во время церковной церемонии: это была крупнейшая беатификация в истории церкви.
Оценки количества убитых во время красного террора варьируются от 38 000 до 72 344 человек. Пол Престон, выступая в 2012 году на презентации своей книги «The Spanish Holocaust», заявил, что их число составляет чуть менее 50 000 человек.
Историк Хулио де ла Куэва писал, что, «несмотря на тот факт, что церковь… подвергалась страшным гонениям» со стороны республиканцев, эти события до сих пор интерпретируются не только под влиянием «постыдных пристрастий церковных учёных, но встречают смущённое молчание или даже попытки оправдания со стороны большого количества историков и мемуаристов». Такие аналитики, как Хелен Грэм отмечали взаимосвязь между красным и белым террором, указывая на то, что именно военный переворот послужил причиной к расцвету атмосферы насилия. Грэм писал о том, что «…первоначальный акт насилия во время переворота был тем, что убило возможность претворения в жизнь других форм мирной политической эволюции». Другие исследователи, наоборот, отмечают тот факт, что гонения и насилия предшествовали перевороту, а также указывают на радикальный и антидемократический антиклерикализм республиканцев и принятой ими конституции. В частности, имели место роспуск ордена Иезуитов в 1932 году, национализация практически всего церковного имущества в 1933 году, запрет на преподавание религии в школах, запрет церковного образования, а также жестокие гонения на священнослужителей в начале в 1934 году, в процессе которых в Астурии было убито 37 священников, монашествующих и семинаристов, а 58 церквей было сожжено.

## Предыстория
В результате революции 1931 года была провозглашена Вторая республика, а принятая конституция Испании 1931 года содержала ряд антиклерикальных положений. Отношения между светскими республиканскими властями и католической церковью, которая негодовала по поводу конституции, были напряжёнными с самого начала. Кардинал Педро Сегура, примас Испании, призывал католиков голосовать на предстоящих выборах против республиканцев, которые, по его мнению, хотели искоренить религию. Те политические силы, которые стремились защитить «рядовых верующих» настаивали на том, что у католиков был только один выбор, за кого следует голосовать — Испанская конфедерация независимых правых (CEDA): «голосование за CEDA представлялось в качестве простой обязанности: добрые католики приходили на мессу по воскресеньям и затем шли голосовать за правых».
Конституция была во многом демократичной по своему содержанию, особенно по части гражданских свобод и народного представительства. Однако заметным исключением были права католиков: это был тот недостаток, который мешал формированию обширного демократического большинства. В спорных статьях 26 и 27 конституции провозглашались строгий контроль над церковным имуществом и запрет религиозным орденам на участие в народном образовании. Как и религиозные деятели, так и сторонники отделения церкви от государства относились к конституции весьма враждебно: так, один из поборников секуляризации, философ Хосе Ортега-и-Гассет, заявил, что «статья, в которой конституция провозглашает контроль над деятельностью церкви, представляется мне неуместной». В 1933 году папа римский Пий XI осудил испанское правительство за лишение католиков гражданских свобод в энциклике Dilectissima Nobis (Об угнетении церкви в Испании).
Историк Висенте Карсель Орти утверждал, что большую роль в принятии антицерковных актов правительством сыграли антиклерикально настроенные масоны, которые занимали ключевые государственные посты: в частности, среди них было не менее 183 депутатов в Кортесах. Ещё в марте 1933 года Абилиа Арройо де Роман, выступая на митинге в Макотере, объявил, что Испания управляется членами масонских лож, которые намерены «декатолизировать» страну. В это же время в одном из крупнейших католических периодических изданий Gaceta Regional печатались нападки на Закон о конгрегациях, который был якобы принят «оккультными силами», которые укоренились в Испании для проведения своих экспериментов.
Левые напрочь отказывались изменять антиклерикальные положения конституции. По этой причине, как утверждал историк Стэнли Пэйн, «Республика как демократический конституционный режим был обречён с самого начала». Враждебный подход к проблем взаимоотношений церкви и государства являлся существенной причиной подрыва демократии и начала гражданской войны. Эксперты-юристы по этому поводу прямо говорили следующее: «самым серьёзным упущением в конституции 1931 года, последней демократической конституции страны до 1978 года, было её враждебное отношение к католической церкви».
После всеобщих выборов, состоявшихся 16 февраля 1936 года, в Испании продолжили разгораться политические противоречия. Столкновения между сторонниками правительства и Народного фронта, руководство которых явно двигалось в левую сторону (отказываясь от конституционного республиканизма в пользу социалистической революции) и их оппозицией участились, кульминацией чего стал военный мятеж консервативно настроенных генералов в июле того же года. В течение всего года продолжались гонения как со стороны националистов, так и со стороны республиканцев. Последние организовывали нападения на церкви, экспроприировали землю в целях её перераспределения и организовывали покушения на лидеров националистов.

### Выборы 1933 года
В 1933 году на выборах в Кортесы CEDA получили наибольшее количество мест. Однако этого было не достаточно, чтобы сформировать парламентское большинство. Несмотря на результаты выборов, президент Испании Нисето Алькала-Самора отказался предложить лидеру CEDA Хосе Марии Хиль-Роблесу сформировать правительство, вместо этого поручив данную задачу лидеру Радикальной республиканской партии Алехандро Леррусу. CEDA поддержали назначение сформированного Леррусом кабинета министров, позднее потребовав и 1 октября 1934 года получив для себя три министерских портфеля. Вражда между левыми и правыми усилились после формирования правительства. В стране регулярно проходили всеобщие забастовки и уличные столкновения: особенно крупными были шахтёрские забастовки в северной Испании и беспорядки в Мадриде. Почти все бунты были подавлены правительством, после чего последовали аресты.
Союз Лерруса с правыми, его жёсткое подавление бунтов в 1934 году, а также скандал в сфере игорного бизнеса с рулеткой «Страперло» значительно снизили популярность его самого и его партии к выборам 1936 года, когда сам Леррус потерял место в парламенте.

### Убийства священников и монашествующих в 1934 году в Астурии
Убийство 37 священников, братьев и семинаристов левыми активистами в Астурии некоторые исследователи видят как начало красного террора. Начавшаяся в октябре 1934 года в Астурии стачка шахтёров имела антиклерикальный характер и была сопряжена с насилием против священников и монахов. В её ходе было разрушено 58 церквей: подобные инциденты до этого времени были редкими.
Приход Турон, один из районов шахтёрского восстания, являлся центром антиправительственной и антиклерикальной агитации. Братья христианских школ, которые руководили местным учебным заведением, вызывали раздражение туронских левых активистов из-за своего вероисповедания, а также из-за того факта, что они нарушали конституционный запрет на религиозное обучение. 5 октября 1934 года агенты местного повстанческого правительства вторглись в монашескую резиденцию под предлогом того, что те якобы скрывали оружие. Священник, отец Иносенсио (принадлежавший конгрегации пассионистов, канонизирован в 1999 году), прибывший в монастырь вечером 4 октября, собирался отслужить мессу среди братьев. Он и его братья были взяты под стражу без решения суда, а затем были расстреляны в полночь на кладбище.

### Победа Народного фронта на выборах 1936 года
В парламентских выборах 1936 года с небольшим перевесом одержала победу новая коалиция социалистов (Испанская социалистическая рабочая партия, ИСРП), либералов (Республиканская левая и Республиканский союз), коммунистов и различных региональных националистических партий. 34 % голосов получил «Народный фронт», 33 % ― правящая коалиция CEDA. Результаты выборов, а также отказ социалистов от участия в формировании правительства вызвали в испанском обществе страх перед новой революцией. Это предчувствие усилилось особенно после того, как Ларго Кабальеро (которого в газете Правда называли «испанским Лениным») прямо заявил, что страна находится на пороге революции.

## Красный террор после начала войны
Насилие последовало сразу после начала полномасштабной гражданской войны, при этом оно осуществлялось как со стороны республиканцев, так и со стороны националистов.
В начале гражданской войны, сразу после путча генералов, основная часть страны осталась под контролем лоялистов: на её же территории и развернулось то кровопролитие, в результате которого было убито множество священников. Террор оправдывался тем, что духовенство до революции занимало влиятельные позиции в испанском обществе. По мнению историка Энтони Бивора, «жестокое насилие со стороны республиканцев имело в основном внезапный характер и являлось реакцией на страх перед своими врагами, и при этом усугублялось желанием мести за прошлое». В сравнении с этим, «на территориях, занятых националистами, проходили неустанные чистки „красных и атеистов“». После переворота, который состоялся 17-18 июля 1936 года, в последовавшие июльские дни республиканцами был убит 861 священнослужитель, 95 из них погибли 25 июля, в день памяти Святого Иакова, покровителя Испании. В августе жертвами красного террора стали 2077 священнослужителей. После двух месяцев гражданской войны в общей сложности были убиты 3400 священников, монахов и монахинь.
По данным последних исследований, республиканские эскадроны смерти были в значительной степени укомплектованы сотрудниками НКВД. По словам историка Дональда Рейфилда, «Сталин, Ежов и Берия не доверяли советским участникам войны в Испании. Военные советники, вроде Владимира Антонова-Овсеенко, а также такие журналисты, как Кольцов, были подвержены ересям, особенно троцкизму, который был распространён среди сторонников Республики. Агенты НКВД, посланные в Испанию, поэтому охотнее занимались похищениями и убийствами антисталинистов среди лидеров республиканцев и командиров интербригад, чем борьбой со сторонниками Франсиско Франко. Поражение Республики, в сталинских глазах, было вызвано не диверсионными действиями НКВД, а предательством еретиков».
Одним из самых известных республиканских бойцов эскадронов смерти был Эрих Мильке, будущий глава восточногерманского Министерства государственной безопасности.
По утверждениям историка Стэнли Пейна, «в течение первых месяцев боёв большинство людей погибло не на поле боя, а в результате казней по политическим мотивам в тылу: как в „красном“, так и в „белом“. Красный террор осуществляли почти все республиканские группировки. Исключением являлись баскские националисты, которые были в основном католиками». Пэйн также утверждает, что в отличие от репрессий со стороны правых, которые «были сосредоточены против самых опасных оппозиционных элементов», республиканский террор был более иррациональным: «…убивались невинные люди, в то время как некоторые опасные враги республиканцев отпускались на свободу. Более того, одними из главных жертв красного террора являлись священнослужители, большинство из которых не было настроено прямо оппозиционно». Описывая красный террор, Стэнли Пейн заявляет, что он «начался с убийства некоторых мятежников, которые попытались сдаться после того, как их восстание потерпело неудачу в нескольких ключевых городах. Затем последовали массовые аресты, а иногда и сразу казни землевладельцев и промышленников, а также лиц, связанных с правыми группировками или католической церковью». Красный террор был «не неудержимым излиянием ненависти обывателей к своим „угнетателям“, а организованной деятельностью, проводимой почти всеми левыми группировками».
Пейну возражают другие историки, такие как Хелен Грэм, Пол Престон, Энтони Бивора, Габриэль Джексон, Хью Томас и Иэн Гибсон. Они сообщают, что массовые расстрелы в тылу националистов были организованы властями мятежников, в то время как расстрелы на республиканских территориях были следствием распада государства, сопровождавшегося анархией. С этими заявлениями был согласен и Франсиско Партало, прокурор Верховного суда Мадрида (Tribunal Supremo de Madrid) и его друг Кейпо де Льяно, который знал о репрессиях, осуществляемых по обе стороны фронта.
Уже к 11 мая 1931 года, когда в результате массовых беспорядков и насилия в отношении предполагаемых врагов Республики по всей стране было сожжено множество церквей, монастырей и религиозных школ, Церковь рассматривалась испанским обществом как союзник правых авторитаристов. Академик Мэри Винсент по этому поводу писал следующее: «Нет сомнения, что Церковь выстроится в один ряд с мятежниками. Иезуиты города Саламанка, были среди первых добровольцев, которые пошли служить националистам…Трагедия Второй Республики заключалась в том, что она сама спровоцировало своё собственное падение; трагедия же Церкви была в том, что он оказалась так тесно связана со своими самозваными защитниками». Во время войны националисты заявляли, что 20 000 священнослужителей были убиты. Современные исследования сообщают другие цифры: согласно им, было убито 4184 священников, 2365 представителей прочих религиозных институтов и 283 монахини, причём подавляющее большинство из них погибли летом 1936 года.
Историк Стэнли Пейн назвал террор «самым масштабным и жестоким гонением по отношению к католицизму в Западной истории, который в некотором роде был даже более яростным, чем во время Французской революции», тем самым оставляя католиков практически без какой-либо альтернативы, кроме поддержки националистов.

## Количество погибших
Число жертв красного террора варьируется от 38 000 до 110 000 человек. По данным Бивора было убито 38 000 человек. В соответствии с исследованиями Хулио де ла Куэва, число погибших составляет 72 344 человека. Хью Томас и Пол Престон утверждают, что число жертв оценивается в 55 000. Испанский историк Юлиан Казанова писал, что погибших было менее 60 000.
Пейн утверждал, что «точное число жертв и красного, и белого террора никогда не может быть установлено. Левые уничтожали неугодных лиц в основном в первые месяцы войны, а репрессии со стороны националистов, вероятно, достигли своего апогея только после того, как война закончилась: в это время ими было точно решён вопрос о наказаниях для своих противников и их месть обрушилась на оставшихся побеждённых. Во время войны в результате белого террора было убито 50 000, или, возможно, меньше. Правительство Франко оценивало число жертв красного террора в 61 000, однако такая оценка не является объективной. Число жертв националистических репрессий во время и после войны, было несомненно больше, чем данное число».
В своём труде Checas de Madrid журналист и историк Сесар Видаль приходит к оценке в 110 965 убитых в результате республиканских репрессий: по его мнению, в одном лишь Мадриде было убито 11 705 человек. Историк Сантос Хулиа в работе Víctimas de la guerra civil представляет приблизительные цифры: около 50 000 жертв республиканского террора и около 100 000 жертв франкистских репрессий в ходе войны около 40 000 ― после.

### Жертвы среди духовенства
Оценки количества убитых духовных лиц сильно разнятся. Согласно одной из них, из 30 000 священников и монахов, которые проживали в Испании в 1936 году, 13 % белого духовенства и 23 % чёрного духовенства было убито, что означает 6800 человек в целом. Цифры распределяются следующим образом: 283 монахини были убиты, некоторых из них при этом жестоко пытали. 13 епископов были убиты в епархиях Сигуэнса Лерида, Куэнка, Барбастро, Сегорбе, Хаэн, Сьюдад-реаль, Альмерия, Гуадикс, Барселона, Теруэль, а также ауксилиарий Таррагоны. Зная о грозящей им опасности, все они решили остаться в своих городах. «Чего бы не случилось, я не могу уехать: таков мой долг перед здешними людьми» ― так говорил епископ Куэнки. В дополнение к этому жертвами стали 4172 епархиальных священника, а также 2364 монахов (среди них 259 кларетинцев, 226 францисканца, 204 пиариста, 176 братьев Марии, 165 христианских братьев, 155 августинцев, 132 доминиканца, и 114 иезуитов). В некоторых епархиях число убитых лиц среди белого духовенства было особенно большим:
- В Барбастро: 123 из 140 священников были убиты[55], то есть около 88 %.
- В Лериде: 270 из 410 священников были убиты[55], то есть около 66 %.
- В Тортосе: 44 % светских священников были убиты[11].
- В Толедо: 286 из 600 священников были убиты[55].
- В епархиях Малага, Менорка и Сегорбе: около половины от всего числа священников были убиты[11][55].

В 2001 году католической церковью к лику блаженных были причислены сотни т. н. мучеников гражданской войны в Испании. Позднее, 28 октября 2007 года, было беатифицировано ещё 498 человек.
В октябре 2008 года в испанской газете Ла Разон была опубликована статья о масштабах экзекуций среди духовенства и мирян.
- Май 1931 года: 100 церковных зданий сгорело, а пожарные отказывались тушить пламя.
- 1932: 3000 иезуитов изгнано. Церковные здания в 7 городах были сожжены, поджигатели не были наказаны.
- 1934: 33 священника было убито во время бунта шахтёров в Астурии.
- 1936: за один день до 18 июля, дня начала войны, 17 священников были убиты.
- С 18 июля по 1 августа: 861 священник был убит в течение двух недель.
- Август: 2077 убийств священнослужителей, более 70 в день. 10 из их были епископами.
- К 14 сентября: всего 3400 священнослужителей было убито во время первого этапа войны.

## Оценки

### Со стороны республиканцев
Отношение к «красному террору» со стороны республиканцев было различным. Президент Мануэль Асанья дал получивший широкую огласку комментарий: по его мнению, все монастыри Мадрида не стоят жизни одного республиканца. Однако столь же часто цитируются, например, выступление лидера социалистов Индалесио Прието на мадридском радио 9 августа 1936, где он призывал республиканскую милицию не «подражать» военным мятежникам, которые совершали убийства, а также публичное осуждение произвольных актов «справедливости» от Хулиан Сугасаготии, редактора Эль Сосиалиста, газеты социалистической партии, от 23 августа 1936 года.
Юлиус Руиз в то же время отмечает, что вместе с тем «редко цитируются […] регулярные отчёты в Эль Сосиалиста, повествующие о деятельности бригады Атаделя» (группы республиканских агентов, которые участвовали в задержаниях и зачастую в убийствах в конечном итоге до 800 националистов). «27 сентября 1936 года в статье о бригаде подчеркивалась, что работа была не просто полезной, она была необходимой. Жизненно важной.» Аналогичным образом, в другом мадридском ежедневном издании, Informaciones, приводились многочисленные данные об операциях бригады в течение лета 1936 года.

### Со стороны националистов
Католические иерархи считали, что насилие, направленное против Церкви, было результатом плана, составленного на пороге Гражданской войны: «программа систематических гонений на Церковь была разработана до последней детали». Хосе Кальво Сотело выступил с докладом в испанском парламенте в апреле 1936 года, в котором отметил, что течение шести недель правления Народного фронта, то есть с 15 февраля по 2 апреля 1936, было совершено 199 террористических актов, 36 из них произошли в церквях. Он назвал 136 пожаров и взрывов, жертвами которых стало 106 церквей: 56 из них было разрушено. Он утверждал, что в результате этих действий 74 человека погибли и 345 были ранены.
Отношение католического духовенства к республиканскому правительству и к войне было выражено в совместном епископальном письме от 1 июля 1937 года. Письмо было адресовано всем епископам католического мира. Испания, как заявляли епископы, разделилась на два враждебных лагеря, из которых одна сторона проводит политику антииспанского и антирелигиозного террора, а вторая сторона поддерживает уважение к религии и стремится к установлению национального порядка. Церковь ориентируется на паству и не желает продавать свою свободу политикам. Но при данных обстоятельствах она не имеет никакого выбора, кроме как выступить на стороне тех, кто начал защищать её свободу и право на существование.
Народные настроения в зоне националистов можно характеризовать как страх, надежду и духовное возрождение. Победы праздновались на церковных службах, антиклерикальные законов были отменены, и религиозное образование было легализовано снова. Капелланы возвратились в армию. Отношение к церкви изменилось от неприятия к восхищению.

## Случаи убийств
- Убийство 6832[11] священников и монахов, а также тысяч мирян.
- Приходской священник из города Навальмораль прошёл через пародию распятия Христа. В конце его страданий бойцы милиции начали спорить о том, стоит ли его на самом деле распять или же просто застрелить. В итоге был выбран последний вариант[67].
- Епископ Хаэна и его сестра были убиты на глазах двух тысяч ликующих зрителей палачом, женщиной по прозвищу Ла-Пекоса[68].
- Хотя и редко, но сообщалось, что некоторые монахини были изнасилованы бойцами милиции, прежде чем быть расстрелянными[67]. Однако, по мнению Энтони Бивора, обвинительное заключение 1946 года франкистского правительства не содержит никаких доказательств какого-либо подобного инцидента[69].
- Священник из Сьемпосуэлоса был брошен в загон с быками, где его забодали до состояния беспамятства. Потом у него было отрезано одно ухо в подражание действиям матадора после удачной корриды[70].
- В Сьюдад-Реал священник был кастрирован, после чего половые органы были засунуты ему в рот[70].
- Есть свидетельства о том, что людей, связанных с католической церковью, заставляли глотать четки и бросали вниз в шахты, а священников понуждали рыть свои собственные могилы, прежде чем быть похороненными заживо[71].
- Очевидец преступления, Кристина-де-Артеага, которая на момент его совершения собиралась стать монахиней, сообщала следующее: «Напали на салезианцев, на монахов, которые полностью посвятили себя заботе о нищих. Якобы был слух, что монахини давали отравленные сладости детям. Некоторых монахинь хватали за волосы на улицах. Одной волосы вырвали полностью…»[60].
- В ночь на 19 июля 1936 года были сожжены 50 церквей[72]. В Барселоне из всех 58 церквей уцелел лишь Собор, и подобные акты имели место почти на всех территориях республиканцев[73].
- Все католические церкви в республиканской зоне были закрыты, но объектами нападений были не только католические церкви: синагоги также были разграблены и закрыты, хотя уцелели некоторые небольшие протестантские церкви[74].
- Епископ Альмерии был убит во время работы над историей Толедо. Его картотека была уничтожена[68].
- В Мадриде монахиня была убита из-за того, что отказалась выйти замуж за бойца милиции, который участвовал в штурме монастыря[67].

## Конец террора и его последствия
С полной победой националистов над республиканцами в Гражданской войне красный террор подошёл к концу, хотя отдельные теракты, похоже, всё-таки продолжались время от времени: они совершались оставшимися коммунистами и социалистами, которые скрывались рядом с французской границей, хотя и не имели больших результатов. По всей стране католическая церковь провела мессы Te Deum, чтобы поблагодарить Бога за исход войны. Многочисленных левые деятели были осуждены за участие в красном терроре, хотя не все из них были в нём виновны. Прочие же бежали в Советский Союз, где многие из них «исчезли» в сталинском ГУЛАГе. За победой Франко последовали тысячи казней (останки 35 000 человек, по оценкам Ассоциации по поддержанию исторической памяти до сих пор лежат в братских могилах) и тюремных заключений. Многие виновные в наказание посылались на принудительные работы: строительство железных дорог, осушение болот, рытьё каналов (канал Бахо Гвадалквивир), строительство памятника Долины Павших и т. д. Казнь председателя женералитета Каталонии, Льюиса Компаниса, в 1940 году была одним из наиболее заметных случаев ранних репрессий Франко. В основном объектами казней были леворадикалы; представители испанской интеллигенции, атеисты, военные и государственные деятели, которые остались лояльными к мадридскому правительству во время войны, были также объектом различного рода репрессий.
Новый папа Пий XII послал радиосообщение с поздравлением в адрес испанского правительства, духовенства и народа 16 апреля 1939 года. Он сослался на осуждение, с которым выступил его предшественник, папа Пий XI, который описывал прошлые ужасы и необходимость защиты и восстановления прав Бога и религии. Папа заявил, что жертвы террора умерли за Иисуса Христа. Он пожелал мира и процветания всему испанскому народу, взывая к тому, чтобы преступники были наказаны, однако также призывал проявлять снисхождение и великодушие к множеству испанцев, бывших на другой стороне. Он попросил о возможности их полноценного участия в жизни общества и возложил на них милосердие Церкви. В 2007 году Ватиканом к лику блаженных было причислено 498 священников, убитых республиканской армией во время Гражданской войны. Родственники убитых религиозных республиканцев запросили аналогичного признания, критикуя неравное обращение.